# Catherine Sauvage
Pour les articles homonymes, voir Sauvage (homonymie).
Catherine Sauvage est une chanteuse et comédienne française, née le 29 mai 1929 à Nancy et morte le 19 mars 1998 à Bry-sur-Marne (Val-de-Marne).
Elle fait notamment partie des interprètes privilégiées de l'auteur-compositeur francophone Léo Ferré.

## Biographie
Jeannine Marcelle Saunier naît le 29 mai 1929 à Nancy. Durant sa jeunesse, Charles Trenet lui donne le goût de la chanson, du théâtre amateur et de la scène. En 1940, la Seconde Guerre mondiale la pousse, elle et sa famille, à rejoindre la zone non-occupée, à Annecy. 
Un temps chanteuse et productrice à Radio Genève en 1947, elle vient vivre à Paris alors âgée de dix-huit ans, pour suivre des cours d'art dramatique et adopte dès lors, le patronyme de Sauvage, emprunté à une amie d'enfance :

« J'ai fait mon apprentissage chez Jean-Louis Barrault avec Jean Vilar, Roger Blin, Marcel Marceau. [...] Le hasard de la vie m'a permis d'être présentée à Moyses, qui était le directeur du cabaret le Bœuf sur le toit. Je lui ai chanté quelques « trucs » comme ça, je lui ai dit deux ou trois poèmes. Résultat, Moyses m'a engagée dès le lendemain. J'avais un répertoire d'occasion avec notamment des chansons de Marianne Oswald. Je suis restée deux mois au Bœuf sur le toit, après, j'ai chanté au Quod-libet, une boîte au 3 rue du Pré-aux-Clercs. »

Elle se produit ensuite au cabaret L'Arlequin, situé au 131 bis, boulevard Saint-Germain puis à L'Écluse, au 15, quai des Grands-Augustins, dans le 6e arrondissement de Paris.
Catherine Sauvage travaille également à la radio : « Je ne me souviens plus comment on l'appelait à l'époque. Peut-être était-ce l'ORTF ? En tout cas, je me souviens fort bien de Jean Chouquet. C'était un instigateur. Il m'a mise en relation avec Raymond Queneau, Paul Gilson, Armand Lanoux. »
À cette période, elle rencontre Léo Ferré, dont beaucoup de chansons sont alors interdites de radiodiffusion et qu'elle contribue à faire connaître, en les interprétant elle-même; ainsi, elle enregistre Monsieur William et le titre Paris canaille qui obtient un grand succès commercial. Elle souligne :

« En 1949, avec Léo Ferré, nous partagions la même scène au cabaret Aux Trois Mailletz au 56 rue Galande, dans le quartier latin...  J'ai enregistré au moins cent de ses chansons. Nous avons eu des succès communs.... Il représente l'une des grandes rencontres de ma carrière, l'autre étant le pianiste accompagnateur Jacques Loussier, lui aussi je l'ai connu lorsqu'il démarrait dans le métier. Comme un bonheur n'arrive jamais seul, dit-on, Jacques Canetti est venu m'écouter un beau soir. Il était toujours à la recherche d'artistes pour la firme de disques dont il était le directeur artistique ainsi que pour les Trois Baudets qu'il avait créé. »

La producteur et directeur artistique Jacques Canetti l'engage donc en 1953 et 1954 aux Trois Baudets : « J'ai donc fréquenté ce cabaret de la rue Coustou pendant deux ans. ». Après les Trois-Baudets en 1953, elle passe en vedette à l'Olympia, en 1954. Son interprétation de L'Homme de Léo Ferré lui vaut, la même année, un grand prix du disque décerné par l'académie Charles-Cros. En 1955, on la retrouve de nouveau à L'Olympia puis en 1960, à Bobino pour un long tour de chant.

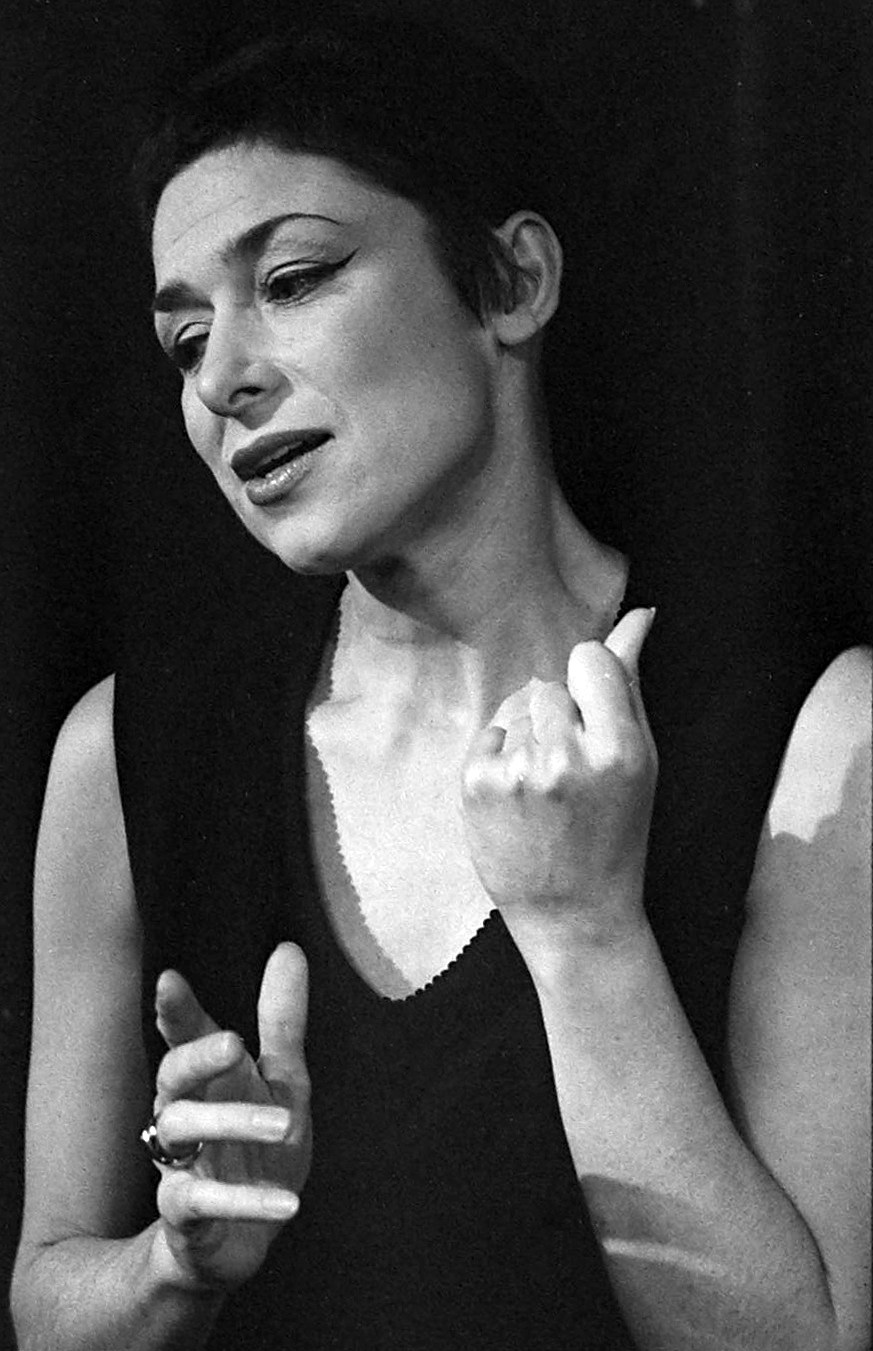
Catherine Sauvage en récital au Théâtre de l'Alliance française, 1967.

En septembre 1960, elle signe le Manifeste des 121, titré « Déclaration sur le droit à l’insoumission dans la guerre d’Algérie ». Durant la vogue des yéyés, elle s'éloigne un peu de la chanson pour renouer avec le théâtre; elle joue dans L'Échange de Paul Claudel, Le Cercle de craie caucasien de Bertolt Brecht, Frank V de Friedrich Dürrenmatt.
Catherine Sauvage retrouve le succès en 1968, à Bobino. Lors de ce spectacle, elle interprète autant Léo Ferré, Louis Aragon que Gilles Vigneault, poète alors inconnu en France, rencontré au Québec et dont elle est la première à chanter les textes.
Son dernier grand succès populaire, Avec le temps de Léo Ferré, sort en 1971.
Reconnue et appréciée à l'étranger elle porte la chanson française sur les scènes de Beyrouth, Mexico, Tokyo. Elle fait quelques apparitions à la télévision dans des dramatiques ainsi qu'au cinéma. En 1991, elle enregistre un album entièrement consacré à Jacques Prévert. Sa dernière apparition sur scène est pour les Francofolies de La Rochelle, en juillet 1994.

## Vie personnelle et engagements
Après avoir vécu avec le comédien Pierre Brasseur jusqu'à la mort de celui-ci, elle se lie à Gérard Paris, qu'elle épouse en 1997.
Constatant la montée en puissance du Front national, Catherine Sauvage fait partie des 250 personnalités ayant lancé « l'Appel des 250 » qui donne naissance à Ras l'front, le réseau de lutte contre le fascisme.
Elle meurt des suites d'un cancer le 19 mars 1998 à Bry-sur-Marne, à l'âge de 68 ans. Ses obsèques ont lieu le 26 mars 1998, elle est incinérée au crématorium du Père-Lachaise.

## Démarche artistique
Catherine Sauvage, dont la préférence est plutôt la poésie mise en musique, interprète volontiers Louis Aragon, Jacques Audiberti, Charles Baudelaire, Bertolt Brecht, Francis Carco, Colette, Comminges, Robert Desnos, Paul Éluard, Maurice Fombeure, Pierre Frachet, Paul Gilson, Fritz Hoff, Maurice Jacquemont, Alfred Jarry, Lacenaire, Armand Lanoux, Federico García Lorca, Victor Hugo, Pierre MacOrlan, Marie Noël, J. Obe, Jacques Prévert, Raymond Queneau, Pierre Seghers, Philippe Soupault, Charles Trenet, Angèle Vannier, Gilles Vigneault, , etc..
Et tout à coup sa voix, comme un cadeau, chaque mot qui prend sens complet. Ces phrases qui vous font entrer dans un pays singulier, on n'est plus seul, on n'est plus avec les importuns. Il y en a pour une demi-heure. Ce qu'elle dit, tient, mais elle le chante ! C'est tout comme, c'est son choix. Ce choix d'intelligence et nous voici vraiment appelés dans un univers différent, où tout parle à l'âme même. Un pays, je vous dis, où tout, comme les mots, se détache avec cette perfection du dire et ce tact merveilleux de chanter (...). C'est que tout cela est langage de poètes, mais qui passe par une gorge de jour et d'ombre, le prisme de la voix se fait lumière et transparence. Avec qui voulez-vous parler ? Moi, je voulais parler de seize chansons choisies et d'une femme rencontrée avec ce nom déjà de souveraine, comme un beau masque de velours : Catherine Sauvage. (Aragon)
En 1997, lors de la sortie de son double CD Catherine Sauvage chante les poètes, elle déclare : « Je suis une amoureuse des mots, j'adore la musique. Au théâtre, je n'ai joué que les grands auteurs. Pour moi, cela participe à mon bonheur. Les chansons prennent de la valeur les unes confrontées aux autres. Comme dans la peinture, les rapports de couleurs existent. L'essentiel est de ne pas faire de fausses notes. »
Léo Ferré et Gilles Vigneault l'ont considérée comme leur meilleure interprète.
c'est elle qui chante mes chansons avec la plus grande conviction. Je la préfère à toutes les autres. Elle a enregistré près d'une centaine de mes chansons. (Léo Ferré)
« Il y a eu, parfois, des moments insolites. Ainsi, un jour, Mireille m'a téléphoné en me confiant qu'elle avait mis en musique un texte d'Alfred Jarry, « Les Trois Grenouilles ». Vous êtes la seule à pouvoir chanter cela ! Une autre fois, c'est Michel Emer qui m'a apporté un texte de Colette, Chanson du pied léger, estimant, lui aussi, que sans moi cette composition resterait dans les tiroirs. Quant aux œuvres de Maurice Fombeure, Variations pour une trompette de cavalerie et Prières pour dormir heureux, je les ai reçues en cadeau du poète lui-même. »
Considérée comme exigeante dans le choix de ses textes, elle l'est aussi dans celui de ses musiciens : Michel Legrand, arrangeur de plusieurs de ses enregistrements, ou Jacques Loussier, rencontré à ses débuts, pour l'accompagner au piano. Elle a été accompagnée aussi après Oswald d'Andréa par Daniel Raquillet (décédé en 2012) puis par Didier Hu qui l'accompagne jusqu'à sa fin de carrière.
Chanteuse de scène, elle déploie sur scène une hargne raffinée, qui a fait dire à Georges Brassens (qu'elle a aussi interprété) : « Elle ne chante pas, elle mord. »

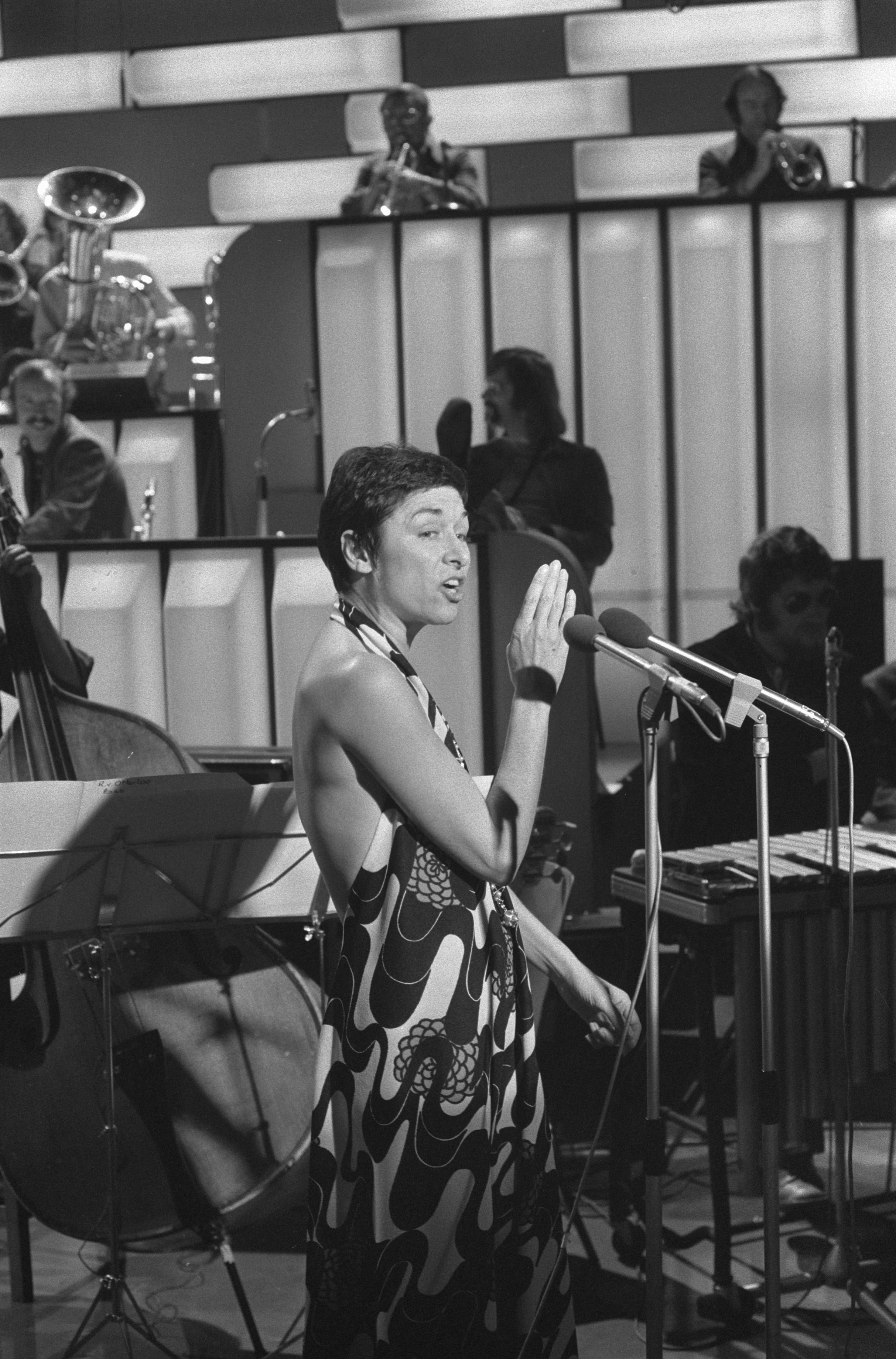
Catherine Sauvage en 1974, à la télévision.

Sur scène, Catherine Sauvage d'une grande sobriété avait l'art du geste utilisé à bon escient. Dans sa manière de dire, de chanter, dans sa tenue vestimentaire, il n'y avait rien de superflu :
Je préfère le théâtre au music-hall. À la Gaîté-Montparnasse, au Vieux-Colombier puis, en 1967, au Théâtre de l'Alliance française, qui abrita le Théâtre populaire de la chanson créé et animé par Jacques Douai, j'ai adopté la formule du récital. Le décor était signé Jean Saussac, les éclairages étaient confiés à Claude Régy. Je me sentais à l'aise dans cet environnement. Oswald d'Andréa, au piano, remplaçait Jacques Loussier. Je n'ai jamais eu de problème en ce qui concerne le choix et l'ordre de mes chansons. Un récital de trente-sept chansons a un côté très physique. Sur le moment, je ne ressens pas la fatigue. Tout mon trac se porte dans les pieds. Au bout d'un mois, c'est effectivement épuisant. On ne peut pas faire autre chose, sinon on risque la catastrophe. Dans une pièce, il y a des partenaires, des moments de repos. Tandis que, lorsque l'on chante, on n'a pas droit au trou de mémoire. Bien qu'étant interprète, on arrive un peu à se considérer comme l'auteur de son tour de chant. Cette espèce de mélange, de dosage ne relève-t-elle pas de la création ? Tout ce que je chante, je le prends en charge, que ce soit des révoltes ou des chansons d'amour. Je me sens totalement solidaire de mes auteurs. Donc, c'est un peu moi qui m'exprime à travers les auteurs.

## Postérité
Une voie publique d'Annecy porte son nom, l'allée Catherine-Sauvage.

## Discographie

### Compilations
- 2009 : Toi qui disais, Le Chant du Monde (2 CD)
- 2011 : Catherine Sauvage : Anthologie 1951-1959, Frémeaux & Associés (2 CD).

### Super 45 tours (EP)
Ne sont pas indiqués ici les EP tirés des albums originaux. Il s'agit ici de super 45 tours au contenu original, qui n'a jamais été repris - ou alors partiellement - dans aucun album du vivant de Catherine Sauvage.

## Théâtre
- 1954 : La Bonne Âme du Se-Tchouan de Bertolt Brecht, mise en scène Roger Planchon, Festival de Lyon, Théâtre de la Comédie Lyon
- 1958 : La Bonne Âme du Se-Tchouan de Bertolt Brecht, mise en scène Roger Planchon, Théâtre de la Cité Villeurbanne
- 1959 : L'Échange de Paul Claudel, mise en scène d'Hubert Gignoux, Centre dramatique de l'Est
- 1962 : Frank V de Friedrich Dürrenmatt, mise en scène André Barsacq, Théâtre de l'Atelier
- 1963 : Divines Paroles d'après Ramón María del Valle-Inclán, mise en scène Roger Blin, Théâtre de l'Odéon
- 1963 : Le Roi de l’univers de Gabriel Arout, tournée
- 1977 : La Nuit de l'iguane de Tennessee Williams, mise en scène Andréas Voutsinás, Théâtre des Bouffes-du-Nord
- 1985 : Mangeront-ils ? de Victor Hugo, mise en scène de Bernard Jenny, Le Maillon au Parc de la Citadelle Strasbourg

## Filmographie

### Cinéma
- 1956 : Paris Canaille
- 1966 : Deux Heures à tuer
- 1983 : La Fiancée qui venait du froid
- 1988 : Le Miroir aux alouettes

### Télévision
- 1968 : En votre âme et conscience, épisode : L'Affaire Beiliss ou Un personnage en plus et en moins de  Jean Bertho
- 1974 : Président Faust de Jean Kerchbron
- 1982 : Les Enquêtes du commissaire Maigret de Louis Grospierre (série télévisée), épisode : Maigret et le Clochard : Mme Keller
- 1987 : Les Enquêtes du commissaire Maigret, épisode : Un échec de Maigret de Gilles Katz
- 1990 : Les Cinq Dernières Minutes de Guy Jorré, épisode : Le Miroir aux alouettes